# Chrzypsko Wielkie
Chrzypsko Wielkie è un comune rurale polacco del distretto di Międzychód, nel voivodato della Grande Polonia. Il suo capoluogo è il villaggio di Chrzypsko Wielkie, che si trova circa 24 km a est da Międzychód e 54 km a nord-ovest dal capoluogo regionale Poznań.
Ricopre una superficie di 84,33 km² e nel 2023 contava 3 226 abitanti.

## Frazioni
Chrzypsko Wielkie contiene i villaggi e gli insediamenti d Białcz, Białokosz, Białokoszyce, Charcice, Chrzypsko Małe, Chrzypsko Wielkie, Gnuszyn, Łężce, Łężeczki, Mylin, Orle Wielkie, Ryżyn, Śródka e Strzyżmin.